# Савели (Перуђа)
Савели је насеље у Италији у округу Перуђа, региону Умбрија.
Према процени из 2011. у насељу је живело 135 становника. Насеље се налази на надморској висини од 845 м.